# Jasmin Fejzić
Jasmin Fejzić (Živinice, 15 mei 1986) is een Bosnisch voormalig voetballer die speelde als doelman. Tussen 2004 en 2023 was hij actief voor Stuttgarter Kickers, Greuther Fürth, Eintracht Braunschweig, VfR Aalen, opnieuw Eintracht Braunschweig, 1. FC Magdeburg en opnieuw Eintracht Braunschweig. Fejzić maakte in 2014 zijn debuut in het Bosnisch voetbalelftal.

## Clubcarrière
Fejzić begon zijn carrière bij TSV Eltingen en stapte over naar de jeugd van Stuttgarter Kickers, waar hij in het seizoen 2004/05 ook drie duels voor speelde. In 2005 verkaste hij naar Greuther Fürth. Voor die club was de Bosniak voornamelijk als reservedoelman actief in het eerste elftal en speelde hij slechts voor de beloften. Tussen 2007 en 2009 werd hij verhuurd aan Eintracht Braunschweig, waarvoor hij 32 wedstrijden speelde. In de zomer van 2012 stapte hij over naar VfR Aalen, waar hij in de basis kwam te spelen. Drie seizoen later keerde Fejzić terug bij Eintracht Braunschweig, waar hij ditmaal definitief tekende. In de zomer van 2018 verkaste de Bosniër naar 1. FC Magdeburg, waar hij voor twee seizoenen tekende. Na een halfjaar ging Fejzić weer voor Eintracht Braunschweig voetballen, wat zijn derde periode bij de club zou worden. In de zomer van 2023 besloot Fejzić op zevenendertigjarige leeftijd een punt te zetten achter zijn actieve loopbaan.

## Interlandcarrière
Fejzić maakte zijn debuut in het Bosnisch voetbalelftal op 4 september 2014. Op die dag werd een vriendschappelijke wedstrijd tegen Liechtenstein met 3–0 gewonnen. Vedad Ibišević scoorde tweemaal en Edin Džeko tekende voor de derde treffer. Fejzić moest van bondscoach Safet Sušić op de reservebank beginnen en kwam in de eenenzestigste minuut in het veld voor Asmir Begović. De andere debutanten dit duel waren Sanjin Prcić (Stade Rennais), Gojko Cimirot (FK Sarajevo) en Goran Zakarić (Široki Brijeg).
| Interlands van Jasmin Fejzić voor Bosnië en Herzegovina | Interlands van Jasmin Fejzić voor Bosnië en Herzegovina | Interlands van Jasmin Fejzić voor Bosnië en Herzegovina | Interlands van Jasmin Fejzić voor Bosnië en Herzegovina | Interlands van Jasmin Fejzić voor Bosnië en Herzegovina | Interlands van Jasmin Fejzić voor Bosnië en Herzegovina |
| №                                                       | Datum                                                   | Wedstrijd                                               | Uitslag                                                 | Competitie                                              | Goals                                                   |
| Als speler bij VfR Aalen                                | Als speler bij VfR Aalen                                | Als speler bij VfR Aalen                                | Als speler bij VfR Aalen                                | Als speler bij VfR Aalen                                | Als speler bij VfR Aalen                                |
| ------------------------------------------------------- | ------------------------------------------------------- | ------------------------------------------------------- | ------------------------------------------------------- | ------------------------------------------------------- | ------------------------------------------------------- |
| 1                                                       | 4 september 2014                                        | Bosnië en Herzegovina – Liechtenstein                   | 3 – 0                                                   | Vriendschappelijk                                       |                                                         |

## Erelijst
| 2. Bundesliga | 1 | 2011/12 |